# Зотєєв Олег Володимирович
Олег Зотєєв (узб. Oleg Zoteev, нар. 5 липня 1989, Ташкент) — узбецький футболіст, фланговий півзахисник клубу «Локомотив» (Ташкент) і національної збірної Узбекистану.

## Клубна кар'єра
У дорослому футболі дебютував 2008 року виступами за команду клубу «Буньодкор», в якій провів один сезон. 
Своєю грою за цю команду привернув увагу представників тренерського штабу клубу «Алмалик», до складу якого приєднався 2010 року. Відіграв за алмалицьку команду наступні два сезони своєї ігрової кар'єри. Більшість часу, проведеного у складі «Алмалика», був основним гравцем команди.
2013 року повернувся до клубу «Буньодкор». Цього разу провів у складі його команди один сезон.  Граючи у складі «Буньодкора» також здебільшого виходив на поле в основному складі команди.
До складу клубу «Локомотив» (Ташкент) приєднався 2015 року. 

## Виступи за збірну
2012 року дебютував в офіційних матчах у складі національної збірної Узбекистану.
У складі збірної був учасником кубка Азії з футболу 2019 року в ОАЕ.

## Титули і досягнення
- Чемпіон Узбекистану: 2013, 2016, 2017, 2018
- Володар Кубка Узбекистану: 2013, 2016, 2017
- Володар Суперкубка Узбекистану: 2014, 2015, 2019
- Володар Кубка Південної Кореї: 2021